# Porsche 9R3
La Porsche 9R3 (conosciuta anche come Porsche LMP2000) è un'automobile da competizione sviluppata dalla Porsche tra il 1998 e il 2000 e realizzata in un unico esemplare. Essa appartiene alla categoria Le Mans Prototype, ma non è stata mai portata in gara per scelta della casa costruttrice, dando adito a numerose speculazioni sui motivi che portarono a tale decisione.

## Contesto
Nel 1998 la casa di Stoccarda vinse la 24 Ore di Le Mans con l'ultima evoluzione della sua granturismo 911 GT1 dopo un lungo confronto in pista con la Toyota GT-One, ma non fu altrettanto competitiva nelle altre gare della stagione, cedendo il passo a Toyota, BMW, Mercedes-Benz e Nissan. Questo, unito alla ormai ridotta competitività della LMP1-98, fece capire ai tedeschi che era necessario progettare una nuova vettura, anche in seguito alla modifica dei regolamenti dell'ACO, che eleggevano le barchette LMP a classe regina della gara, escludendo le GT1; pertanto decisero di prendersi un anno sabbatico dalle gare per preparare al meglio il loro ritorno al vertice.

## Progetto e sviluppo
Già nell'estate del 1998 la Porsche cominciò quindi la progettazione di quella che sarebbe stata la sua vettura da gara per la stagione duemila, denominando il progetto col codice interno 9R3, mentre la stampa si riferiva ad esso col nome generico di LMP2000. Inizialmente la barchetta, la prima vettura da gara con telaio in fibra di carbonio progettata a Zuffenhausen (la precedente LMP1-98 aveva il telaio recuperato da una Jaguar XJR-14 del 1992 e privato del tetto), avrebbe dovuto montare una versione fortemente modificata del motore a 6 cilindri contrapposti sovralimentato che spingeva la Porsche 911 stradale, ma, sebbene il progetto fosse stato completato nel novembre 1998, si decise di non costruire la vettura a causa dei problemi di peso eccessivo, bilanciamento, raffreddamento e compromessi aerodinamici che tale scelta motoristica avrebbe comportato. Pertanto i progettisti decisero di motorizzare la vettura con una versione riprogettata e ammodernata del motore V10 da 3,5 litri (e 68° di angolo tra le bancate) sviluppato in gran segreto per sostituire nel 1992 il poco prestazionale motore V12 di pari cilindrata che equipaggiava la Footwork Arrows FA12 di Formula 1 nel 1991: portato a 5,0-5,5 litri mediante incremento della corsa e ritocco dell'alesaggio, impose una parziale riprogettazione del telaio, delle sospensioni posteriori, con queste ultime adattate a nuovi pneumatici, e degli attacchi del motore, con quest'ultimo - estremamente rigido - che diventava elemento portante. Il motore fu privato del comando pneumatico della distribuzione alla ricerca di una maggiore affidabilità e facilità di manutenzione e perché gli air restrictors imposti dall'ACO impedivano al V10 di girare a regimi tali da trarre vantaggio da tale soluzione, ma nonostante ciò sviluppava circa 700 CV a 10.000 giri/min.
La fase di progettazione fu completata nel maggio del 1999, ma la casa di Stoccarda decise di fermare l'intero progetto: nonostante ciò la dirigenza approvò l'assemblaggio della vettura (con il telaio e i pannelli della carrozzeria realizzati dall'azienda britannica Lola Composites, specializzata in materiali compositi) e autorizzò una sessione di collaudo presso la pista privata della Porsche a Weissach della durata di due giorni nel novembre 1999, con Allan McNish e Bob Wollek al volante, ottenendo risultati incoraggianti.

## Gli anni seguenti
In seguito alla cancellazione del progetto e in barba ai tentativi della Porsche stessa di negare l'esistenza della vettura, sulla stampa specializzata circolarono una serie di ipotesi sui motivi della cancellazione del progetto 9R3: una delle più diffuse attribuiva la decisione alla necessità di reimpiegare molti ingegneri del reparto corse sul progetto del SUV Porsche Cayenne.
Ma l'ipotesi più fantasiosa parlava di un accordo segreto tra il presidente e amministratore delegato Porsche Wendelin Wiedeking e Ferdinand Piech, allora presidente del gruppo Audi-Volkswagen, per evitare la nociva concorrenza che ci sarebbe stata con la Audi R8 Sport, che quell'anno si era classificata al terzo e quarto posto a Le Mans e che poi avrebbe vinto a mani basse l'edizione successiva con una tripletta, senza la concorrenza di altri grandi costruttori e percorrendo una distanza inferiore all'anno precedente; come contropartita per la soppressione del progetto 9R3 il gruppo Audi-Volkswagen avrebbe fornito alla casa di Stoccarda tutte le risorse economiche e tecnologiche necessarie per portare a termine il progetto del SUV Cayenne, che alla fine ha condiviso gran parte del telaio e molti componenti con la Volkswagen Touareg e l'Audi Q7.
Allo stesso modo il ritiro dalle gare di durata di BMW, Toyota, Nissan e Mercedes-Benz alla fine del 1999 diede origine all'ipotesi che una griglia di partenza impoverita non avrebbe invogliato il Gruppo Volkswagen a schierare due vetture diverse a causa del ridotto ritorno di immagine.
Del progetto rimase il motore, che ha equipaggiato dapprima la concept car Porsche Carrera GT e poi, in versione adattata e depotenziata, la versione di serie di tale vettura.